# Simulium thienemanni
Simulium thienemanni es una especie de insecto del género Simulium, familia Simuliidae, orden Diptera.
Fue descrita científicamente por Edwards, 1934.